# Allium nigrum
Ne doit pas être confondu avec Ail noir.
Espèce
Classification APG III (2009)

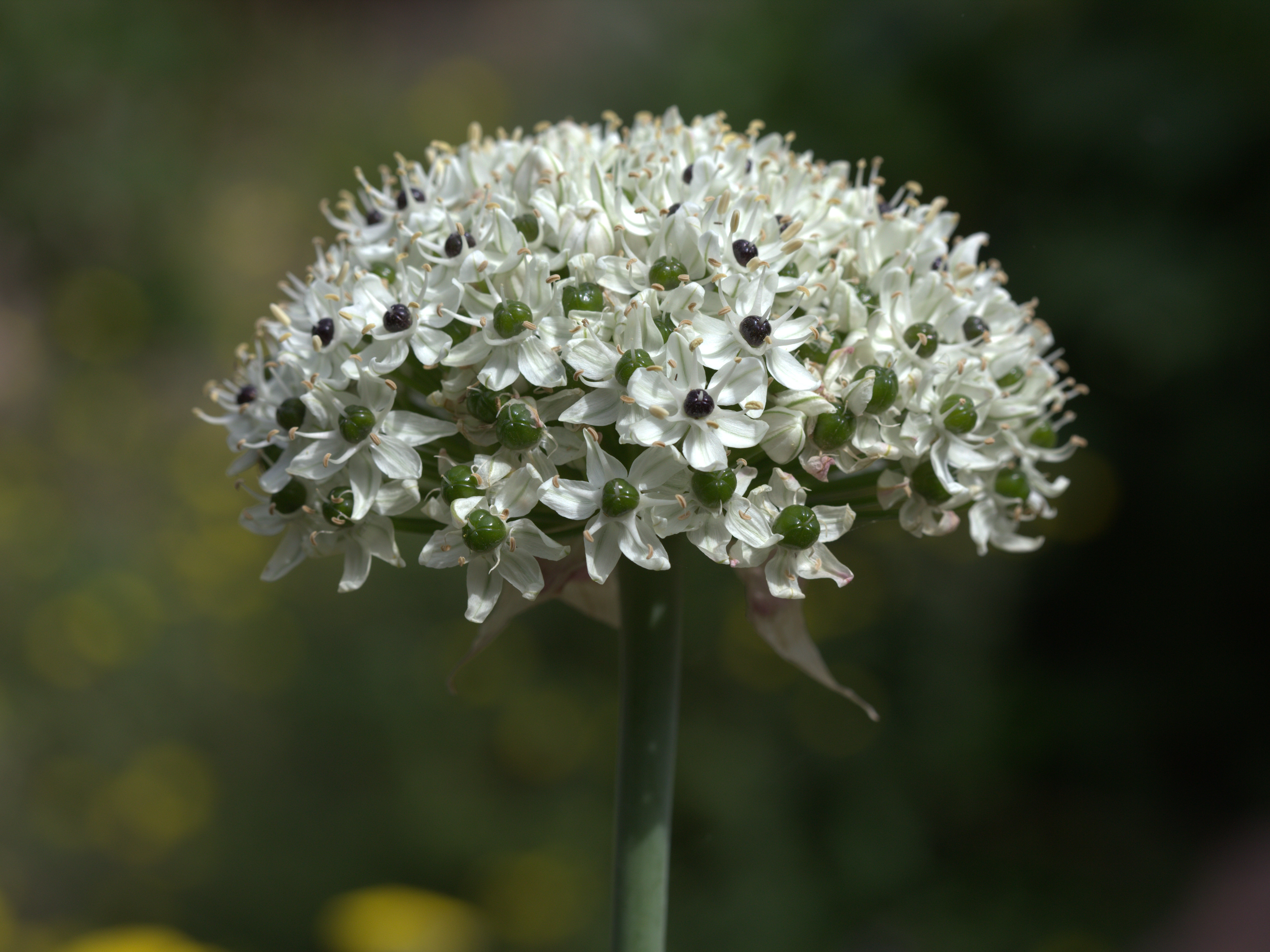
Inflorescence.

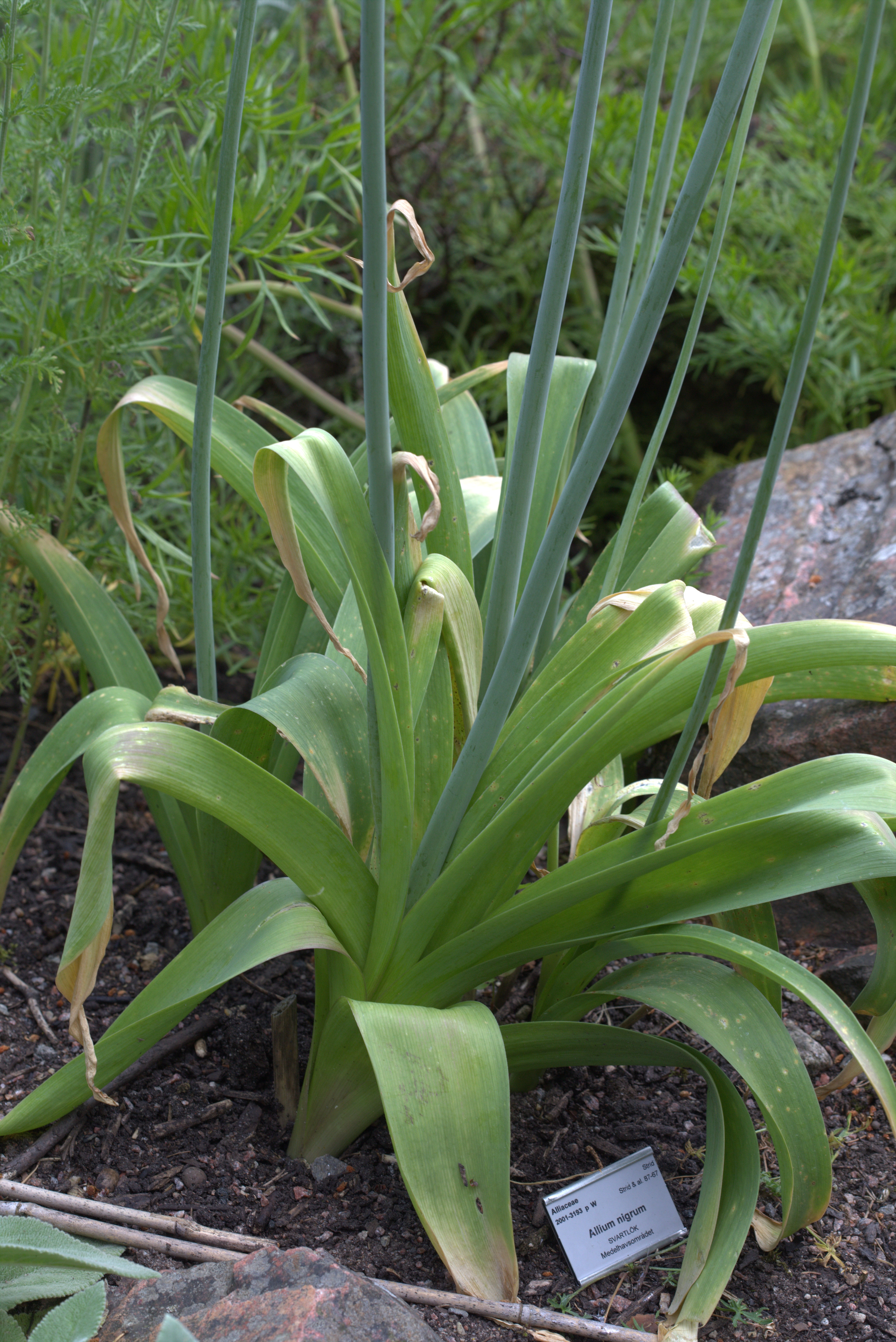
feuilles et tiges.

Allium nigrum, de noms vernaculaires ail noir, poireau à larges feuilles ou ail à feuilles larges, est une espèce d'oignon sauvage du Moyen-Orient. Il lui manque le parfum d'oignon ou d'ail partagé par la plupart des autres espèces du genre. 
L'espèce est originaire de Turquie, Chypre, Syrie, Liban et Israël/Palestine mais cultivée comme plante ornementale dans de nombreux autres endroits. Elle s'est naturalisée dans certaines régions, y compris certaines parties des États-Unis (en particulier l'état de Washington et l'Oregon),.
L'ail noir est aussi le nom donné à un aliment transformé à partir de l'ail bruni. Pour certains il est utilisé dans la cuisine coréenne depuis quatre millénaires, pour d'autres il est bruni (par la réaction de Maillard) et remis au gout du jour au Japon puis en France.

## Description
Allium nigrum produit des bulbes asymétriques jusqu'à 5 cm de diamètre. Chaque plante a 3 à 6 feuilles, de forme lancéolée, plates et courbées sur le côté, mesurant jusqu'à 60 cm de long et 2,5 cm de diamètre. Plus tard, les feuilles deviennent réfléchies. Les hampes florales (scapes) sont lisses et rondes en coupe transversale, de 80–100 cm de haut. La hampe porte une inflorescence dense en ombelle avec des fleurs en forme d'étoile atteignant 9 mm de diamètre ; les tépales sont blancs à nervures médianes vertes ou roses pâle ; les anthères sont violettes ou jaunes. Les ovaires sont noir-vert à l'anthèse, mais verts lorsqu'ils sont plus jeunes ou après l'anthèse,,,. Le style linéaire de longueur équivalente aux tépales ; le stigmate est capité, vaguement trilobé. La capsule est nue, noircissante.
La floraison a lieu entre avril et juin.

## Taxonomie
Des preuves moléculaires suggèrent qu' A. nigrum est une espèce polymorphe composée de plusieurs groupes infraspécifiques.

### Subdivision
Alliances:
- Allium nigrum
- Allium asclepiadeum
- Allium orientale

### Étymologie
Le nom nigrum (Latin : noir) provient de la couleur des ovaires.

## Utilisation
Cette plante ornementale est fréquente dans les jardins européens et nord-américains, ayant été introduite au début du XXe siècle. Elle est produite dans le district de Taean et de Seosan en Corée du Sud.